# Świątynia Świtu
Świątynia Świtu (taj. วัดอรุณ, Wat Arun) – świątynia buddyjska w dzielnicy Bangkok Yai w Bangkoku (Tajlandia). Znajduje się na zachodnim brzegu rzeki Menam. Pełna nazwa świątyni to Wat Arunratchawararam Ratchaworamahavihara (วัดอรุณราชวรารามราชวรมหาวิหาร).
Świątynia położona jest w Thonburi. Nazwa świątyni wywodzi się od imienia hinduskiego boga Aruny, często przedstawianego jako personifikację wschodzącego słońca. Wat Arun jest jednym z najbardziej znanych zabytków w Tajlandii. Pomimo faktu, że świątynia istniała od przynajmniej XVII wieku, charakterystyczna centralna iglica (prang) została zbudowana dopiero na początku XIX wieku podczas rządów królów Ramy II i Ramy III.

## Architektura
Głównym punktem świątyni Wat Arun jest centralny prang, który ozdobiony jest kawałkami kolorowej porcelany. Wysokość świątyni wynosi według różnych źródeł pomiędzy 66,8 m a 86 m. W narożnikach znajdują się cztery mniejsze prangi, ozdobione skorupami Mauritia mauritiania oraz kawałkami porcelany, które były wcześniej używane jako balast przez łodzie przypływające do Bangkoku z Chin.
Na szczycie centralnego prangu znajduje się siedmiozębny harpun, często określany jako Triśula. Wokół podstawy prangu znajdują się różne figury starożytnych chinskich żołnierzy i zwierząt. Ponad drugim tarasem są cztery posągi hinduskiego boga Indry ujeżdżającego Ajarwatę.